# Красноборск (Архангельская область)
Краснобо́рск — село в Архангельской области. Административный центр Красноборского муниципального района и Алексеевского сельского поселения.

## География
Красноборск расположен в юго-восточной части Архангельской области, на левом берегу реки Северная Двина, напротив места впадения в неё Уфтюги. Расположен в 50 км к северо-западу от Котласа и в 430 км к юго-востоку от Архангельска (расстояния по автодорогам — 66 и 530 км соответственно).

### Природные условия
В геологическом отношении территория района обусловлена длительной и сложной истории формирования структур, определяющих современные формы рельефа и месторождений. Геологическое строение Русской плиты в районе Красноборска представлено в основном осадочными породами Пермской системы Палеозийской эры и Триасовой системы Мезозойской эры.
На территории района расположено 79 торфяных месторождений с запасом торфа влажностью 40 % — 47871 тыс. тонн при площади в границе промышленной глубины торфяной залежи 19323 га. Также добываются глина и суглинка (производство кирпича).
Самый холодный месяц — январь, самый тёплый — июль. За последние 30 лет средняя температура января −20 градусов, средняя температура июля +17. Годовая сумма осадков 540 мм, продолжительность снегового покрова до 160 дней в году. Средняя сила ветра за год — 3,5 м/сек, при направлении в зимний период — ЮЗ, весной — С, СВ, летом — ЮЗ, ЮВ, осенью — ЮЗ.
Сельское хозяйство специализируется на молочном животноводстве, кормопроизводстве. Сохранились рыболовные и охотничьи промыслы. В перспективе лесная промышленность и сельское хозяйство останутся основными отраслями района.

## История Красноборска

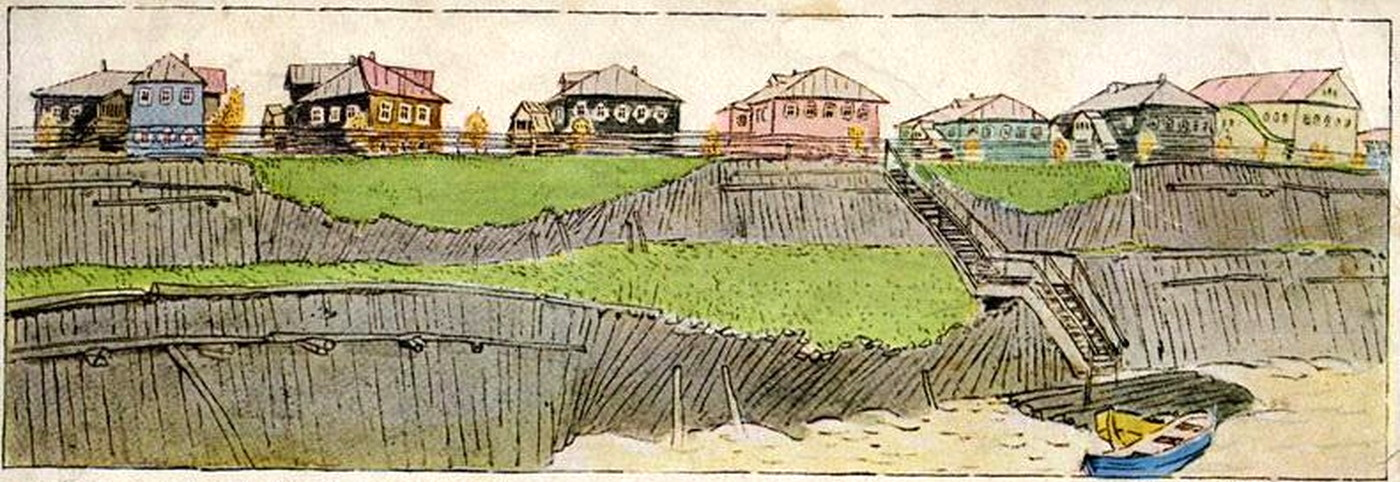
Игорь Грабарь. Город Красноборск

Письменные упоминания о Красном Бору (так ранее именовался Красноборск) относились к началу XVII века. В 1780 году после екатерининских административных преобразований Красноборск стал уездным, а в 1796 году стал заштатным городом, центром знаменитых ярмарок, объём торговых оборотов которого в XIX веке уступал только городу Вологде.
Самым первым зданием в Красноборске была церковь, построенная И. Я. Ожеговым и К. И. Пановым в 1627 году по просьбе строителей. Церковь несколько лет стояла без «песнопения» и без прихода, так как все окружающие были закреплены другими погостами. Первыми владельцами этих земель были получившие в 1653 году от царя Алексей Михайловича право на земли Красноборского погоста Степан Ожегов и поп Иван Чупров.
Формирование купечества на Красноборской земле относится к XVIII—XIX в.в. Оно немногочисленно. Так, например, в 1860 году было выдано торговых свидетельств купцам второй гильдии — одно, купцам третьей гильдии — 14. К 1892 году в Красноборске значатся купцы: Воронин Павел Иванович, Панов Матвей Григорьевич, Степанов Константин Иванович, Тулубенский Александр Афанасьевич, Тулубенский Иван Александрович, купеческий сын.
Красноборская земля — Родина самобытных крестьянских росписей Уфтюги, Пермогорья и Ракулки, уходящих корнями в XVIII век и рассказывающих о духовной культуре русского человека. Наибольший интерес представляют пермогорские прялки, уфтюжские туеса и белослудские кушаки, отличающиеся особой тонкостью плетения. Повсеместное затухание промыслов Красноборского района относится к 1930-м годам. Старики Красноборья вспоминают, что ещё в 1927 году, весной, во время разлива рек отправлялись баржи, наполненные произведениями народных промыслов, которые затем продавались на базарах в Архангельске, Вологде, Великом Устюге и Сольвычегодске.
Принято считать, что название «Красноборск» отсылается к сосновому бору, на месте которого образован город. Слова «Красный» (Красивый) и «Бор».
На 1833 год жителей было около 500 человек. Соборная церковь каменная, 116 деревянных домов, 65 лавок.
В 1897 году в Красноборске проживал 671 человек.
В 1906 году в Красноборске были огромные торговые ряды (на месте автостанции). В том месте продавали скотину, куриц и т. д. Сюда съезжались со всей Царской России.
Раньше в Красноборске было 2 каменных храма. Один из них (в парке победы) снесли большевики в 1972 году, второй храм с 1812 остался нетронутым.
В 1924 году Красноборск стал административным центром Красноборского района Северо-Двинской губернии РСФСР. С 1931 по 1935 год Красноборск входил в состав Черевковского района Северного края.
Развитие инфраструктуры Красноборска началось с конца 1960-х годов. В 1967 были построены здание администрации и дом культуры. В 1980-х были построены средняя школа, центральная районная больница, отделение роддома и аэропорт.

### Строительство в Красноборске
В периоде с 1800-х по 1920 было обширное строительство на улице Спасской (Гагарина).
Тогда были построены здание милиции, больничный «городок» (с терапевтическим, инфекционным, хирургическим отделением). Построены старинные дома, например как по адресу Гагарина 39, такие дома были построены в 1880—1913 годах.
С 1961 по 1984 были построены «бараки». Первый такой «барак» был построен в 1961 году по адресу ул. Советская 30. Последний барак был построен в 1984 году по адресу ул. Быстрова 17/17а. Примерно к концу 1960-х / середине 1970-х годов был построен первый пятиэтажный дом «Хрущёвка» по адресу Гагарина 11А.
В 1980 году были построены два пятиэтажных дома по адресу ул. Гагарина 17А и 23А. Ещё одна четырёхэтажная хрущёвка была построена в том же 1980 году. Также четырёхэтажные «скворечники» были построены в конце 1980-х или начала 1990-х годов. Так дом по улице Набережной № 3 был построен в 1987 году, а дом № 4 был построен в 1994 году. Дом такого же проекта был достроен в 2007 году по адресу ул. Гагарина 37А. Ещё один дом был построен на стадии заложенного фундамента и начала кладки кирпичей. Он заброшен с конца 1980-х годов или с начала 1990-х годов из-за кризисной ситуации в стране. Двухквартирные дома как на улице Быстрова или улице Светлой были построены совсем недавно. На улице Светлой дома были построен в 1997 году.
В 2011—2012 годах были построены кирпичный дом на улице Красной 32 и деревянный дом по адресу Советская 23. И несколько кирпичных здании. На момент 2016 года на стадии строительства начальная школа, торговый центр и котельная.
Строительство нежилых здании было в основном в 1980-х годах. Так средняя школа была построена в 1983, а ПУ-2 в 1984. Здание суда в 1979.

#### Заброшенные объекты, дома и здания
Одно из популярных заброшенных мест Красноборска является аэропорт. Аэропорт был построен с 1978 по 1979—1980 год. Был заброшен в 1990-х годах. Здание бывшего дома «химиков» было заброшено в начале 2000-х годов. В 1990-х годах был арендован бар «Санта-барбара». Лимонадный завод был построен в 1980-е годы. Был заброшен в связи с ситуацией в стране.

## Красноборский лесотехнический техникум
Красноборский лесотехнический техникум начинает свою историю с 1911 года. Вначале — Земская ремесленная школа. Учёба началась 14 ноября 1911 года. Было принято на слесарное отделение с 4-х годичным сроком обучения 12 человек. Красноборская низшая ремесленная школа за период с 1911 по 1918 года выпустила из своих стен 194 человека. В 1918 году в связи с приближением к Красноборску Северного фронта, каменное здание высшего начального городского училища было занято под полевой военный госпиталь. Ремесленная школа и городское училище были объединены в Единую трудовую школу II ступени. Однако, трудовая школа просуществовала недолго и была реорганизована в учительскую семинарию, которая тоже существовала до сентября 1919 года. Затем учительская семинария была реорганизована в Красноборский педагогический техникум, а помещение мастерских бывшей ремесленной школы использовалось для практических занятий учащихся. В 1920 году на базе бывшей ремесленной школы при техникуме было организовано два отделения: механическое и сельскохозяйственное с 4-х годичным сроком обучения. Новому учебному заведению было дано название Красноборская профессионально — техническая школа (профтехшкола). В 1924 году сельскохозяйственное отделение было закрыто. Состоялась передача двух детских домов в состав школы и на её учебной базе было организовано обучение воспитанников детдомов на механическом отделении. С момента слияния профтехшколы и детдомов, школа стала называться профтехшкола — коммуна. В 1932 году школа реорганизуется в школу Лесоуча. Она просуществовала до 1 ноября 1940 года. 2 октября 1940 года указом Президиума верховного Совета СССР «О государственных трудовых резервах» была создана единая система профтехобразования. В ноябре 1940 года школа Лесоуча реорганизовалась в Красноборскую школу ФЗО № 4. В 1961 году школа ФЗО стала ремесленным училищем № 2. В 1963 году оно преобразовано в ГПТУ № 2 со сроком обучения от 1 до 3 лет. В 1984 году училище стало средним профессионально-техническим — СПТУ −2. В 1990-х годах претерпело несколько изменений: ПТУ-2, потом ГПУ-2, в 1997 году стало называться Государственное образовательное учреждение начального профессионального образования «Профессиональное училище № 2» или ПУ № 2. Присвоенный в 2005 году статус областного учебного заведения изменений в название училища не внес. 10 ноября 2009 года в ПУ-2 состоялось торжественное открытие первого в Архангельской области центра по подготовке операторов харвестеров и форвардеров на базе оборудования «VALMET». В 2013 году училище переименовано в Красноборский лесотехнический техникум.

## Детский оздоровительный лагерь имени М. Н. Фаворской
Рядом с домом А. А. Борисова находится детский оздоровительный санаторий, которому в 2002 году было присвоено имя заслуженного врача РСФСР, основателя санатория «Евда» и в течение 26 лет его бессменного главного врача — Марии Николаевны Фаворской.
Переданный санаторию дом художника Борисова был перестроен под нужды лежачих детей.

## Демография
| 1867  | 1959  | 1970  | 1979  | 1989  | 2002  | 2010  |
| ----- | ----- | ----- | ----- | ----- | ----- | ----- |
| 623   | ↗2894 | ↗3575 | ↗4792 | ↗5110 | ↘5030 | ↘4771 |
| 2021  |       |       |       |       |       |       |
| ↘4015 |       |       |       |       |       |       |

## Известные уроженцы
Пермогорский Леонид Васильевич (род. 1936) — советский и российский деятель промышленности, инженер-конструктор. Начальник опытно-конструкторского бюро Марийского машиностроительного завода, заместитель генерального директора Производственного объединения «Марийский машиностроитель» (1975―1999). Заслуженный деятель науки Марийской ССР (1991). Лауреат Государственной премии Российской Федерации (1998).

## Достопримечательности
В селе имеется Историко-мемориальный художественный музей имени С. И. Тупицына, дача-музей великого северного художника А. А. Борисова, а также множество памятников архитектуры севера России. Санаторий «Солониха».